# 1750
1750 (MDCCL) var ett normalår som började en torsdag i den gregorianska kalendern och ett normalår som började en måndag i den julianska kalendern.

## Händelser

### Maj
- 11 maj – Spanjorer bosätter sig på Juan Fernández-öarna.[1]

### November
- 18 november – Westminsterbron i Storbritanniens huvudstad London invigs.[2]

### Okänt datum
- Ett giftermålsavtal sluts mellan den svenske kronprinsen Gustav (III) och den danska prinsessan Sofia Magdalena.
- Den förste svenske veterinären börjar utöva sitt yrke.
- Olof von Dalin blir kronprins Gustavs nye lärare.
- Sveriges folkmängd uppgår till ca 1,8 miljoner plus Finlands 400 000.

## Födda
- 29 januari – Helen Gloag, slavkejsarinna av Marocko.
- 16 mars – Caroline Herschel, brittisk astronom.
- 6 april – James Watson, amerikansk federalistisk politiker, senator 1798–1800.
- 13 maj – Lorenzo Mascheroni, italiensk matematiker.
- 31 maj – Karl August von Hardenberg, preussisk statsman.
- 18 juli – Fredrik Adolf, svensk prins, son till Adolf Fredrik och Lovisa Ulrika av Preussen.
- 19 juli – Johan Gabriel Oxenstierna, svensk greve, ledamot av Svenska Akademien, en av rikets herrar samt kanslipresident 1786–1789.
- 18 augusti – Antonio Salieri, italiensk kompositör.
- Kunta Kinte, afro-amerikansk slav, förfader till författaren Alex Haley samt huvudpersonen i dennes bok Rötter.

## Avlidna
- 25 april – Olof Petrus Hjorter, svensk astronom.
- 28 juli – Johann Sebastian Bach, tysk tonsättare och musiker [3].
- 31 juli – Johan V av Portugal, kung av Portugal 1706-1750.
- 21 december –Elisabeth Christina av Braunschweig-Wolfenbüttel, tysk-romersk kejsarinna.

### Fotnoter
1. ↑  ”World Statesmen (läst 3 april 2011)”. http://www.worldstatesmen.org/Chile.html#Juan-Fernandez.
2. ↑  ”Structurae”. http://en.structurae.de/structures/data/index.cfm?ID=s0000474. Läst 25 mars 2011.
3. ↑  ”Det hände i dag”. http://webnews.textalk.com/se/calendar.php?id=9747&type=month&ds=20100321&list=true.